# FK Mladost Doboj Kakanj
Der FK Mladost Doboj Kakanj ist ein bosnisch-herzegowinischer Fußballverein aus Doboj bei Kakanj. Der Verein spielt aktuell in der Prva Liga FBiH, der zweiten Liga des Landes.
Der Verein wurde 1959 gegründet und trat fortan in den unteren Ligen des ehemaligen Jugoslawiens an. Nach dem Zerfall Jugoslawiens spielte der Verein zunächst in den Ligen der Föderation Bosnien und Herzegowina. 2010 gelang der Aufstieg in die Zweite Liga der Föderation Bosnien und Herzegowina. Drei Jahre später wurde der Aufstieg in die Prva Liga FBiH realisiert. Den größten Erfolg in der Vereinsgeschichte erreichte der Verein mit dem Gewinn der Meisterschaft 2015 in der Prva Liga FBiH und dem damit verbundenen Aufstieg in die Premijer Liga.
Mladost Doboj Kakanj hat seinen Sitz in Doboj bei Kakanj. Dieser Ort sollte nicht mit der gleichnamigen Stadt Doboj im Norden des Landes verwechselt werden.

## Stadion
Nach dem Aufstieg 2015 in die höchste Spielklasse wurde das Stadion Mladost Kakanj modernisiert. Es erhielt eine neue Sitztribüne mit 2200 Plätzen.
Daneben hat das Stadion noch 800 Stehplätze, so dass das Fassungsvermögen 3000 Plätze beträgt.

## Erfolge
- Meister der Druga Liga FBiH: 2013
- Meister der Prva Liga FBiH: 2015